# Ferrocarrils de l'Azerbaidjan
Ferrocarrils de l'Azerbaidjan (en àzeri: Azərbaycan Dəmir Yolları, ADY) és l'empresa estatal de transport ferroviari de l'Azerbaidjan. Va ser creada el 1991, com una de les empreses successores de Ferrocarrils Soviètics, després del col·lapse de la Unió Soviètica. Les oficines centrals de la companyia són a la capital, Bakú.
La primera línia de ferrocarril a l'Azerbaidjan va ser col·locada en 1878 i va ser inaugurat en 1880 en els suburbis fora de Bakú. El ferrocarril té 176 estacions, dos dels quals Biləcəri (a Bakú) i Şirvan estan completament automatitzades, dotze estacions tenen contenidors amb mecanismes adaptats i màquines, i tres estacions —Keşlə (a Bakú), Gəncə i Xirdalan— són capaços de subministrar contenidors alts de càrrega.

## Característiques
La xarxa de 2 918 quilòmetres i ample de via de 1.520 mm està electrificada a 3 kV CC. ha 2 918 quilòmetres de vies de ferrocarril de les quals el 72% de o 2 117 quilòmetres són de via única i un 28% o 815 quilòmetres són pistes dobles. De la longitud total de l'explotació de la ruta 43% o 1 272 quilòmetres estan electrificados. Al voltant del 38% de la longitud de les rutes de ferrocarril o 1 126 quilòmetres estan equipades amb blocs automàtics complets i el 16% o 479 quilòmetres estan equipats amb despatxos centralitzats.